# Oleg Grebnev
Oleg Guennadievitch Grebnev (en russe : Олег Геннадьевич Гребнев), le 4 février 1968 à Volgograd est un ancien joueur de handball international soviétique puis russe évoluant au poste de pivot. Il est actuellement le président du club russe du Kaustik Volgograd.
Il a notamment remporté un titre dans les trois compétitions majeures : champion olympique en 1992, il a remporté deux Championnats du monde (1993 et 1997) ainsi que le championnat d'Europe en 1996.

## Palmarès

### Sélection nationale
Jeux olympiques
-  Médaille d'or aux Jeux olympiques de 1992 à Barcelone,  Espagne
- 5e place aux Jeux olympiques de 1996 à Atlanta,  États-Unis

Championnats du monde
-  Médaille d'or au Championnat du monde 1993,  Suède
-  Médaille d'or au Championnat du monde 1997,  Japon
-  Médaille d'argent au Championnat du monde 1999,  Égypte

Championnats d'Europe
-  Médaille d'argent au Championnat d'Europe 1994,  Portugal
-  Médaille d'or au Championnat d'Europe 1996,  Espagne
-  Médaille d'argent au Championnat d'Europe 2000,  Croatie

Autres
-  Médaille d'or au Championnat du monde junior 1989,  Espagne
-  Médaille d'or au Championnat du monde universitaire (en) 1990 à Groningue,  Pays-Bas

### En club
Compétitions internationales
- Coupe des clubs champions (1) : 1988 (avec le CSKA Moscou)
- Coupe des vainqueurs de coupe (2) : 1987 (avec le CSKA Moscou) et 2002 (avec ADC Ciudad Real)
- Finaliste de la Coupe des Villes en 1999 (avec ADC Ciudad Real)

Compétitions nationales
- Championnat d'URSS (1) : 1987 (avec le CSKA Moscou)
- Finaliste de la Coupe d'Espagne en 2001 et 2002 (avec ADC Ciudad Real)